# 五眼桥线路所
五眼桥线路所是广东省佛山市南海区正在建设的铁路线路所，位于五眼桥附近原广茂铁路处。有荔南联络线以及盐五联络线经过该站，不办理货运业务，客运仅办理通过业务。车站距离广州南站16公里，隶属中国铁路广州局集团。